# Comuna Antonovo, Tărgoviște
Antonovo (în bulgară Антоново) este o comună în regiunea Tărgoviște, Bulgaria, formată din orașul Antonovo și 57 de sate. 

## Localități componente

### Orașe
- Antonovo

### Sate
| - Bankoveț - Bogomolsko - Bukak - Cekanți - Cerna Voda - Cerni Breag - Devino - Dlăjka Poleana - Dobrotița - Dolna Zlatița - Dăbravița - Glașatai - Goleamo Doleane - Gorna Zlatița - Greevți - Halvadjiisko - Iarebicino - Iastrebino - Iazoveț | - Izvorovo - Kalniște - Kapiște - Kitino - Konop - Kosevți - Krușolak - Kăpineț - Liubicevo - Malka Cerkovna - Malogradeț - Manușevți - Meciovo - Milino - Moravița - Moravka - Oraci - Pcelno - Pirineț | - Poroino - Prisoina - Ravno Selo - Razdelți - Semerți - Slăncioveț - Stara Recika - Starciște - Stevrek - Stoinovo - Stroinovți - Svirciovo - Svobodița - Taimiște - Tihoveț - Treskaveț - Velikovți - Velovo - Șișkovița |

## Demografie
Componența etnică a obștinei Antonovo
     Bulgari (26,5%)
     Nicio identificare (6,51%)
     Romi (19,35%)
     Turci (47,5%)
     Altele (0,11%)
La recensământul din 2011, populația comunei Antonovo era de 6.262 locuitori. Nu există o etnie majoritară, locuitorii fiind turci (47,5%), bulgari (26,5%) și romi (19,35%). Pentru 6,51% din locuitori nu este cunoscută apartenența etnică.